# غلين كانفيلد جونيور
غلين كانفيلد جونيور (بالإنجليزية: Glenn Canfield Jr.)‏ هو خبير بالمعادن ومهندس أمريكي، ولد في 20 سبتمبر 1935 في سبرينغفيلد في الولايات المتحدة، وتوفي في 30 يناير 2006 بسبب سرطان.